# Società Sportiva Chieti 1970-1971
Questa voce raccoglie le informazioni riguardanti la Società Sportiva Chieti nelle competizioni ufficiali della stagione 1970-1971.

## Rosa
| N. |                   | Ruolo | Calciatore          |
| -- | ----------------- | ----- | ------------------- |
|    | Italia (bandiera) | P     | Alfredo Bedendo     |
|    | Italia (bandiera) | P     | Claudio Garzelli    |
|    | Italia (bandiera) | D     | Arturo De Petri     |
|    | Italia (bandiera) | D     | Ivo Di Francesco    |
|    | Italia (bandiera) | C     | Romeo Campagnola    |
|    | Italia (bandiera) | C     | Agostino Flaborea   |
|    | Italia (bandiera) | C     | Riccardo Giovanardi |
|    | Italia (bandiera) | C     | Antonio Lancioni    |
|    | Italia (bandiera) | C     | Giovanni Marongiu   |
|    | Italia (bandiera) | A     | Antonio Cassin      |

| N. |                   | Ruolo | Calciatore         |
| -- | ----------------- | ----- | ------------------ |
|    | Italia (bandiera) | A     | Pasquale Cavicchia |
|    | Italia (bandiera) | A     | Angelo Calisti     |
|    | Italia (bandiera) | A     | Roberto Palma      |
|    | Italia (bandiera) | A     | Vani Peressin      |
|    | Italia (bandiera) | A     | Mario Scarpa       |
|    | Italia (bandiera) | A     | Giuseppe Scicolone |
|    | Italia (bandiera) | C     | Paolo Tarquini     |
|    | Italia (bandiera) | C     | Giovanni Zanotti   |
|    | Italia (bandiera) |       | Marigliano         |